# Ретньовець
Ретньовець (пол. Retniowiec) — село в Польщі, у гміні Ліпці-Реймонтовські Скерневицького повіту Лодзинського воєводства.
Населення — 103 особи (2011).
У 1975-1998 роках село належало до Скерневицького воєводства.

## Демографія
Демографічна структура станом на 31 березня 2011 року:
|          | Загалом | Допрацездатний вік | Працездатний вік | Постпрацездатний вік |
| -------- | ------- | ------------------ | ---------------- | -------------------- |
| Чоловіки | 48      | 9                  | 32               | 7                    |
| Жінки    | 55      | 9                  | 29               | 17                   |
| Разом    | 103     | 18                 | 61               | 24                   |